# Trenčianska Turná
Trenčianska Turná és un poble i municipi d'Eslovàquia que es troba a la regió de Trenčín.

## Història
La primera menció escrita de la vila es remunta al 1269.

## Demografia
| Godina             | 1994 | 2004    | 2014    | 2024    |
| ------------------ | ---- | ------- | ------- | ------- |
| Nombre de persones | 2464 | 2743    | 3170    | 3561    |
| Diferència         |      | +11,32% | +15,56% | +12,33% |

| Godina             | 2023 | 2024   |
| ------------------ | ---- | ------ |
| Nombre de persones | 3540 | 3561   |
| Diferència         |      | +0,59% |